# Bimaranreliquiar

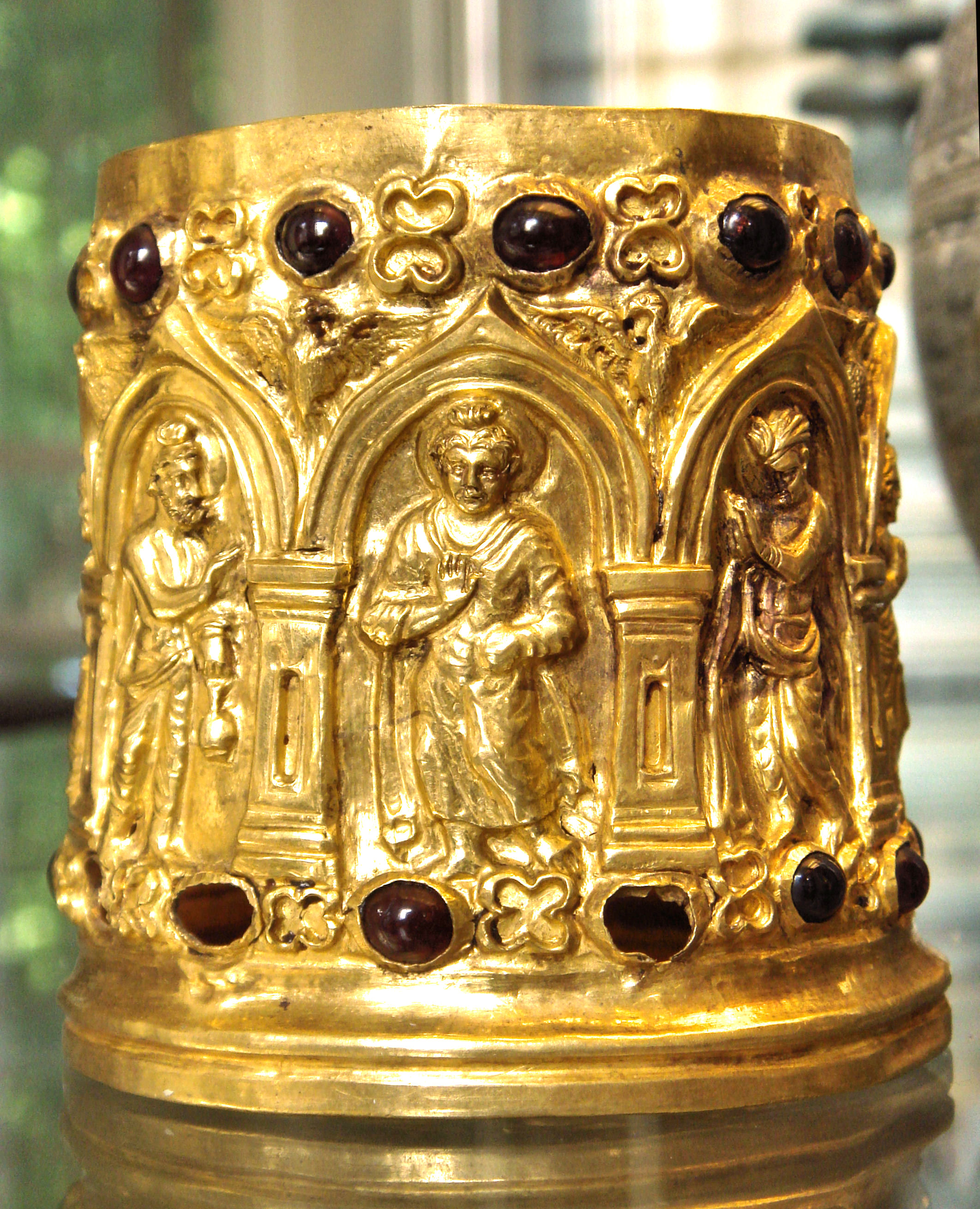
Bimaranreliquiar, British Museum, London

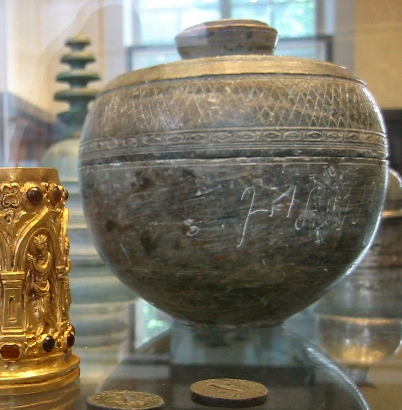
Steatitgefäß, Reliquiar und Münzen

Das Bimaranreliquiar ist eine ca. 6,6 × 6,7 cm kleine Golddose (pyxis) mit rundem Querschnitt. Es befindet sich heute im British Museum in London.

## Fundgeschichte
Das Bimaranrelequiar fand sich bei Ausgrabungen in den Jahren 1833 bis 1838 in einem beschrifteten Steatitgefäß in einem bereits weitgehend zerstörten Stupa bei der Ortschaft Bimaran westlich von Dschalalabad, Afghanistan. Gemäß den Inschriften (s. u.) soll das Gefäß Reliquien (wahrscheinlich Knochensplitter) von Buddha beinhaltet haben. Bei der Auffindung fehlte der Deckel der Reliquie und auch die Knochen waren nicht mehr vorhanden. Neben der Dose fanden sich Perlen und vier Münzen von König Azes I. oder Azes II., bei denen es sich möglicherweise um ein und dieselbe Person handelt, die in die zweite Hälfte des ersten vorchristlichen Jahrhunderts eingeordnet werden kann; die Münzen sollten somit einen Hinweis auf die zeitliche Einordnung des Goldgefäßes und damit des gesamten Stupa geben.

## Datierung
Die Reliquie ist eine der frühesten und besterhaltenen Goldschmiedearbeiten aus dem graeco-indischen oder graeco-skythischen Kulturbereich. Es handelt sich auch um eine der frühesten Darstellungen des Buddha, die besonders wichtig sind, da sie sich relativ gut datieren lassen. Die Datierung ist jedoch in der Forschung nicht unumstritten: Aufgrund der beigefügten Münzen sollte die Pyxis in der Zeit zwischen ca. 50 und 10 v. Chr. angefertigt worden sein; andererseits kennt man aus dieser Zeit keine weitere Buddha-Darstellung – deshalb wird von vielen die zweite Hälfte des 1. nachchristlichen Jahrhunderts als Entstehungszeit bevorzugt und die Münzen werden als Nachprägungen angesehen.

## Beschreibung
Das Bimaranreliquiar ist mit acht Pfeilerarkaden dekoriert, die nach oben allesamt mit Kielbögen abschließen; in den Zwickeln befinden sich Vögel (Adler oder Gänse (hamsa)) mit ausgebreiteten Flügeln, die als Symbole der befreiten Seele gedeutet werden können (siehe moksha und jiva). Das Goldgefäß präsentiert zwei Darstellungen des schreitenden oder im Kontrapost stehenden und mit einer Toga bekleideten Buddha mit dem Handgestus des Grüßens oder der Schutzgewährung (abhayamudra). Auf seinem Haupt befindet sich der typische Haarknoten (ushnisha) des Erleuchteten. Die beiden Buddhas werden jeweils von zwei ihm zugewandten Figuren im Profil flankiert, die in der Regel als Bodhisattvas oder als die Hindu-Gottheiten Brahma und Indra interpretiert werden. Die beiden verbleibenden Figuren sind frontal dargestellt und haben die Handflächen im Anbetungsgestus aneinandergelegt.

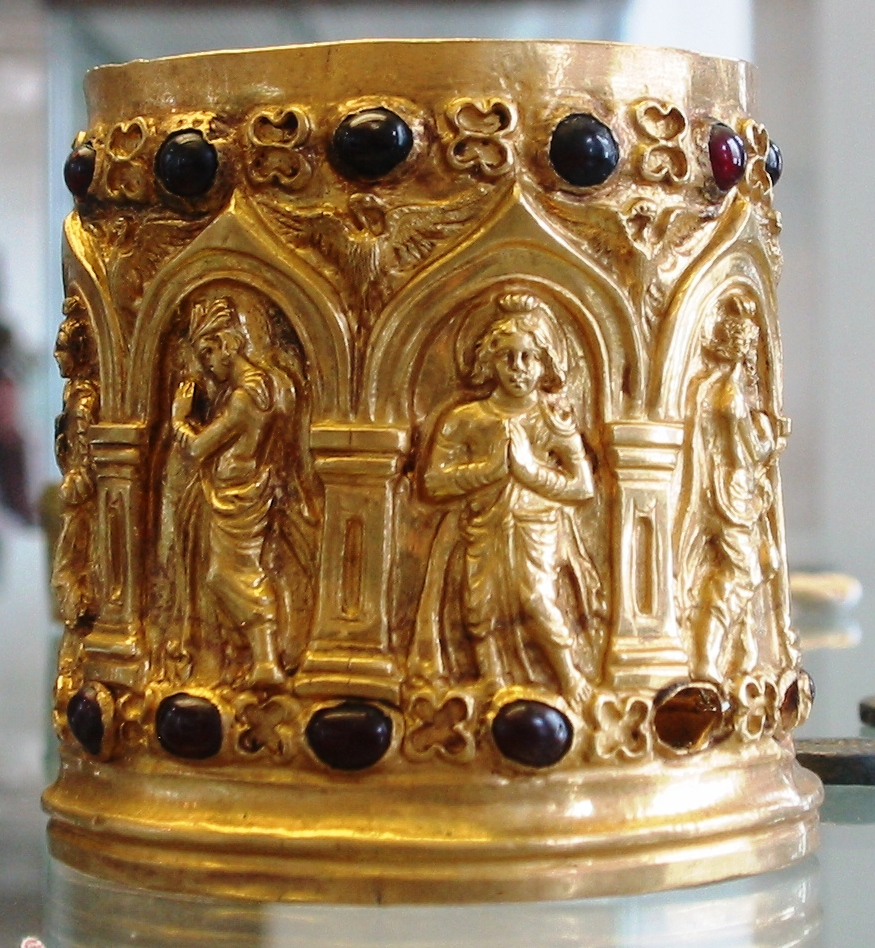
Gesamtansicht
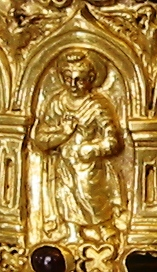
Buddha (Detail)
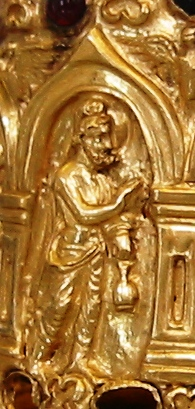
Brahma
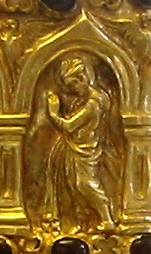
Indra
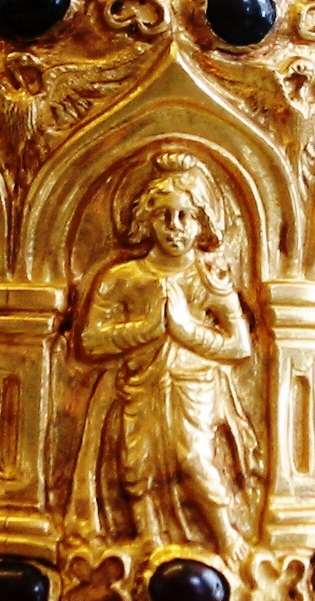
Anbetender Bodhisattva(?)
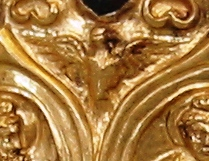
Gans oder Adler

## Inschriften
Der Corpus des Steatitgefäßes trägt folgende Inschrift: 
Heiliges Geschenk des Shivaraksita, Sohn des Munjavamda, gegeben für die Reliquien des Herrn, zur Ehre aller Buddhas.
Auf dem Deckel steht:
Geschenk des Shivaraksita, Sohn des Munjavamda, gegeben für die Reliquien des Herrn